# استیف
استیف (انگلیسی: STEF) شرکت ترابری فرانسوی است، که در سال ۱۹۲۰ تأسیس شد.